# Дагестанские Огни (станция)
Дагеста́нские Огни́ — железнодорожная станция Махачкалинского региона Северо-Кавказской железной дороги, находящаяся в городе Дагестанские Огни республики Дагестан.

## Описание
Станция располагается на электрифицированной железнодорожной линии Тарки — Баку. Является по сути своей грузовой станцией. До недавнего времени по станции имели остановку все проходящие поезда дальнего следования. С 2012 г. эти поезда на станции не останавливаются.

## Пригородное сообщение по станции
| № поезда    | Маршрут движения    | № поезда    | Маршрут движения    |
| ----------- | ------------------- | ----------- | ------------------- |
| Пригородный | Махачкала — Дербент | Пригородный | Дербент — Махачкала |